# IC 5241
IC 5241 — галактика типу SBc () у сузір'ї Водолій.
Цей об'єкт міститься в оригінальній редакції індексного каталогу.